# Карасёв, Леонид Павлович
Леонид Павлович Карасёв (18 августа 1904, Звенигород, Московская губерния, Российская империя — 19 июля 1968, Ленинград, СССР) — советский актёр, драматург, режиссёр и сценарист, Член Союза писателей СССР (1939—68).

## Биография
Родился 18 августа 1904 года в Звенигороде. Вскоре после рождения переехал в Петроград, где в 1931 году поступил в ЛИФЛИ, который он окончил в 1933 году. Начиная с 1922 года началась также и его театральная деятельность — в театрах Петрограда (Ленинграда), Тифлиса и Феодосии он играл в спектаклях и ставил спектакли в качестве режиссёра, спустя 10 лет он начал и литературную деятельность, также написал ряд сценариев для кинематографа, из которых экранизирован был — Улица полна неожиданностей, который впоследствии стал культовым советским фильмом.
По годам:
В 1921 году учился в 1-й Художественной студии в Москве. 
В 1922-1924 гг. – актер Большого драматического театра в Петрограде. 
В 1924-1925 гг. – режиссер Феодосийского драматического театра.
В 1925 году поставил несколько спектаклей в Красном театре в Тбилиси. 
В 1925-1930 гг. – режиссер, затем художественный руководитель Ленинградского деревенского театра, в 1930-1932 – режиссер Ленинградского этнографического театра.
Учился в Ленинградском институте истории, философии и лингвистики (1931-1933). 
Член Союза писателей (с 1939).
Был председателем секции драматургов в Ленинградском отделении. 
Во время Великой Отечественной войны 1941-1945 гг. находился в блокированном Ленинграде, был директором Дома писателей имени В.В. Маяковского (1942-1943), бойцом МПВО. 
В 1950 году был арестован, находился в заключении почти четыре года, в ноябре 1953 года оправдан выездной сессией Верховного суда СССР.
Писал пьесы с 1931 года. 
Автор около двадцати драматических произведений, большая часть из которых ставилась в театрах страны. Первое опубликованное произведение отдельным изданием – драма «Огни маяка» (1938). 
В 1949 году вышел сборник его одноактных пьес. 
По его сценарию снят известный фильм «Улица полна неожиданностей» (1957).
Умер 19 июля 1968 года. 
Похоронен на Северном кладбище(Санкт-Петербург)